# ودیع العبید
ودیع العبید (انگلیسی: Wadia Al-Obaid؛ زادهٔ ۲۹ اوت ۱۹۸۸) یک ورزشکار اهل عربستان سعودی است.